# Anna Brunnemann
Anna Elisabeth Brunnemann (* 6. Mai 1865 in Meißen; † 7. Mai 1926 in Dresden) war eine deutsche Autorin.

## Leben
Sie war die Tochter des sächsischen Montanwissenschaftlers und späteren Direktors der Staatlichen Porzellanmanufaktur Meißen Horst Brunnemann (1836–1911). Nach dem Schulbesuch in Meißen studierte sie ab 1904 neuere Philologie an der Technischen Hochschule Dresden u. a. bei Georg Treu. Als Sprachwissenschaftlerin, Übersetzerin sowie als Essayistin und Verfasserin von Novellen machte sie sich einen Namen. Sie verehrte Ellen Key und war mit Katharina Scheven befreundet.
Im Jahre 1894 gehörte sie zu den Gründerinnen des Bismarck-Frauenvereins in Dresden und 1904 wurde sie Mitglied im Dresdner Rechtsschutzverein. Bleibende Verdienste erwarb sich Anna Brunnemann durch die Organisation der Herausgabe des Bismarck-Jahrbuchs für deutsche Frauen, das sie als Nachfolgerin von Wilhelm Streit von 1922 bis zu ihrem Tod 1926 allein herausgab. Daneben übersetzte sich mehrere Werke aus dem Französischen ins Deutsche.
Sie starb einen Tag nach ihrem 61. Geburtstag in Dresden.

## Schriften (Auswahl)
Aufsätze
- Jules Lemaître. In Die Gegenwart, Nr. 24 (1896), S. 374–376.
- Maurice Barrès. In Die Gegenwart, Nr. 46 (1896), S. 310–313.
- Malwida von Meysenbug. Ein idealistisches Frauenleben. In Westermanns Monatshefte, 1902/1903.
- Die griechische Tragödie in neuem Gewand. In Die Frau, Jg. 24 (1917), S. 210–219.
- Aus der Kriegstätigkeit der Dresdner Frauenvereine. In Dresdner Kalender, Jg. 1919, S. 76–79.
- Therese aus dem Winckel. Ein Frauenleben aus der Dresdner Biedermeierzeit. In Westermanns Monatshefte, Bd. 128 (1920) S. 536ff.

Monographien
- Max Klingers Radierungen vom Schicksal des Weibes. Verlag, A. Seemann, Leipzig 1903.
- Vom Einfluss und Ansehen Deutscher Kultur in Frankreich. München 1917.
- Deutsche Frauen in Kriegszeiten. Dresden 1917.
- Les Grandidier. Eine Nouvelle in Gesprächsform zur Einführung in die Umgangssprachre und in die Lebensverhältnisse des französischen Volkes. Verlag O. Reisland, Leipzig 1924.
- Théophile Gautier. Avalun-Verlag, Hellerau bei Dresden 1925.[2]
- Neues Dresdner Spielzeug, o. J.

als Übersetzerin
- Arthur de Gobineau: Die Renaissance. Hesse & Becker Verlag, Leipzig 1921.
- Henri Murger: La Boheme. Verlag Hesse & Becker, Leipzig 1927.

als Herausgeberin
- Alfred de Vigny: Une histoire de la terreur. Flemming Verlag, Berlin 1922.[3]